# Malanea chimantensis
Malanea chimantensis är en måreväxtart som beskrevs av Julian Alfred Steyermark. Malanea chimantensis ingår i släktet Malanea och familjen måreväxter. Inga underarter finns listade i Catalogue of Life.